# Koos Moerenhout
Jacobus Moerenhout, kurz Koos, (* 5. November 1973 in Achthuizen) ist ein niederländischer Radsportmanager, -trainer und ehemaliger Radrennfahrer.

## Sportliche Laufbahn
Moerenhout begann im Alter von acht Jahren mit dem Radsport, nebenbei spielte er noch einige Jahre Fußball. Im Alter von 13 Jahren entschied er sich, beim Radsportklub De Hoekse Renners zu beginnen. 1994 gewann er eine Etappe der Österreich-Rundfahrt und wurde Zweiter der Gesamtwertung. Neben dem zweiten Gesamtplatz beim Flèche du Sud in Luxemburg gewann er auch die Lüttich-Rundfahrt.
Ab September 1994 fuhr Moerenhout beim US-amerikanischen Profiteam Motorola als Stagiaire, 1996 unterzeichnete er beim niederländischen Radsport-Team Rabobank einen Vertrag und hatte seinen ersten Erfolg mit dem Gewinn des Circuit Franco-Belge. Nach insgesamt drei Siegen in seinem ersten Jahr in der Elite gewann er im Jahr darauf eine Etappe der Rheinland-Pfalz-Rundfahrt. In der Saison 1998 wurde Moerenhout erstmals für die Tour de France nominiert. Als 44. der Gesamtwertung erreichte er Paris. Bei der Baskenland-Rundfahrt gelang ihm 1999 ein weiterer Etappensieg.
Im Jahr 2000 wechselte Moerenhout zu Farm Frites, einer anderen niederländischen Mannschaft, mit der er eine Etappe der Tour Down Under gewann und kurz darauf auch bei der Tour de Langkawi antrat. Zum ersten Mal startete er auch beim Giro d’Italia. Im selben Jahr startete er bei den Olympischen Spielen in Sydney berufen und nahm sowohl am Zeitfahren (26.) als auch am Straßenrennen (Aufgabe) teil. 2001 wechselte er zum Team Domo-Farm Frites, das aus der Fusion von Farm Frites und Domo entstand. Ab der Saison 2003 fuhr er für Lotto-Domo und gewann erneut eine Etappe der Rheinland-Pfalz-Rundfahrt. 2006 fuhr Moerenhout für das Schweizer ProTeam Phonak Hearing Systems, welches zum Ende der Saison 2006 aufgelöst wurde.
Ab der Saison 2007 fuhr Moerenhout für das niederländische Team Rabobank. Zweimal wurde er in der Folge niederländischer Meister im Straßenrennen (2007 und 2009). 2010 gewann er eine Etappe der Eneco Tour. Nach dieser Saison beendete er seine aktive Radsportlaufbahn.
Moerenhout fuhr insgesamt 17 Jahre lang Radrennen in der Elite. In diesen Jahren startete er bei 17 großen Landesrundfahrten. Seine beste Platzierung war Rang 15 bei der Vuelta a España 2005.

## Berufliches
Nach dem Ende seiner aktiven Laufbahn wechselte Moerenhout in verschiedene Betreuerfunktionen. Von 2013 bis 2016 war er Sportlicher Leiter des Frauen-Radsportteams Rabobank-Liv und ab 2017 des U23-Teams Hagens Berman Axeon. Im November 2018 gab der niederländische Radsportverband KNWU bekannt, dass Moerenhout als neuer Trainer für das niederländische Straßen-Nationalteam verpflichtet wurde. Diese Tätigkeit wird er gleichzeitig mit seiner Funktion bei Hagens Berman Axeon ausüben.

## Diverses
Seit 2011 wird in Moerenhouts Heimatort Steenbergen das Jedermannrennen Koos Moerenhout Classic ausgetragen.

## Erfolge
1994
- eine Etappe Österreich-Rundfahrt

1996
- Gesamtwertung und eine Etappe Circuit Franco-Belge

1997
- eine Etappe Rheinland-Pfalz-Rundfahrt

1999
- eine Etappe Baskenland-Rundfahrt

2000
- eine Etappe Tour Down Under

2003
- eine Etappe Rheinland-Pfalz-Rundfahrt

2007
- Niederländischer Meister – Straßenrennen

2009
- Niederländischer Meister – Straßenrennen
- eine Etappe Österreich-Rundfahrt

2010
- eine Etappe Eneco Tour

## Grand-Tour-Platzierungen
| Grand Tour            | 1997 | 1998 | 1999 | 2000 | 2001 | 2002 | 2003 | 2004 | 2005 | 2006 | 2007 | 2008 | 2009 | 2010 |
| --------------------- | ---- | ---- | ---- | ---- | ---- | ---- | ---- | ---- | ---- | ---- | ---- | ---- | ---- | ---- |
| Giro d’ItaliaGiro     | –    | –    | –    | DNF  | –    | –    | 52   | –    | –    | –    | 70   | –    | –    | –    |
| Tour de FranceTour    | –    | 44   | –    | 77   | –    | –    | 128  | 100  | –    | 60   | –    | 33   | –    | 49   |
| Vuelta a EspañaVuelta | 65   | DNF  | DNF  | –    | –    | 72   | –    | –    | 14   | –    | 42   | –    | 36   | –    |